# オラ・アフォラビ
オラ・アフォラビ（Ola Afolabi、1980年3月15日 - ）は、イギリスの元プロボクサー。ナイジェリア系。イングランド・ロンドン出身。元WBO世界クルーザー級暫定王者。

## 来歴
2002年2月14日、カリフォルニア州アーバインのアーバイン・マリオット・ホテルでデビュー戦を行い、1-0の判定で引き分けた。
2005年11月3日、サンディエゴの4thアンドBで元WBA世界クルーザー級王者オーリン・ノリス（アメリカ）と対戦し、7回2分31秒TKO勝ちを収めた。
2008年4月12日、NABO北米クルーザー級王座決定戦で無敗だったエリック・フィールズ（アメリカ）と対戦し、10回TKO勝ちで王座を獲得した。
2009年3月14日、マンチェスターのマンチェスター・イブニング・ニュース・アリーナで元WBO世界クルーザー級王者エンゾ・マカリネリ（ウェールズ）とWBO世界クルーザー級暫定王座決定戦を行い、アフォラビ劣勢のまま9回を迎えたが、アフォラビの右フックでマカリネリからダウンを奪い9回1分50秒TKO勝ちを収め王座を獲得した。
2009年12月5日、ルートヴィヒスブルクのアレーナ・ルートヴィヒスブルクで正規王者のマルコ・フック（ドイツ）と王座統一戦を行い、12回0-3（2者が113-115、112-116）の判定負けを喫し王座統一に失敗した。
2012年3月3日、デュッセルドルフのエスプリ・アレーナでヴァレリー・ブラドフ（ロシア）とWBO世界クルーザー級暫定王座決定戦を行い、3回にダウンを奪い、5回に2度目のダウンを奪い、ブラドフが5回終了時に棄権した為暫定王座返り咲きに成功した。
2012年5月5日、エアフルトのメッセ・エアフルトで正規王者のマルコ・フックと王座統一戦を行い、12回0-1（144-144、114-114、113-115）の判定で引き分けた為、王座統一に失敗したが暫定王座の初防衛に成功した。
2013年2月26日、マイアミで正規王者マルコ・フックとのWBO世界クルーザー級王座統一戦の興行権の入札が行われ、ドン・キングが150万ドル（約１億3500万円）で落札したが、キング氏が前金を準備できなかったため権利を喪失し次に提示額を出したヴィルフリート・ザウアーラントが率いるザウアーラント・イベントが落札。37万5000ドルを提示したアフォラビを擁するK2プロモーションは興行権を獲得出来なかった。
2013年6月8日、ベルリンのマックス・シュメリング・ハレで正規王者のマルコ・フックと王座統一戦を行い、12回0-2（114-114、115-113、117-111）の判定負けを喫し王座統一失敗、アフォラビが1年3ヵ月保持してきた暫定王座は再び正規王座に吸収される形で消滅した。
2013年11月2日、フールー・シアターでウカシュ・ヤニクとIBO世界クルーザー級王座決定戦を行い、12回2-0（117-111、115-113、114-114）の判定勝ちを収め王座獲得に成功した。 
2014年12月6日、オルデンブルクのEWEアレーナでユルゲン・ブリーマー対パヴェウ・グワジェフスキの前座でIBF世界クルーザー級王者ヨアン・パブロ・エルナンデスと対戦する予定だったが、エルナンデスが試合約1週間前のスパーリング中に右肘を負傷したため試合は延期となった。
2015年1月5日、エルナンデスの負傷が理由で試合が延期となったため、IBFがIBF世界クルーザー級3位のアフォラビとIBF世界クルーザー級4位のビクトル・ラミレスの間でIBF世界クルーザー級暫定王座決定戦を行うよう指令を出した。
2015年4月10日、ブエノスアイレス州ベナビデスのヴィラ・ラ・ナータ・スポーティング・クラブでIBF世界クルーザー級4位のビクトル・ラミレスとIBF世界クルーザー級暫定王座決定戦を行い、12回0-3（111-115、111-115、111-116）の判定負けを喫しWBOに続く王座獲得に失敗した。
2015年11月4日、タタールスタン共和国カザンのタトネフト・アリーナでIBO世界クルーザー級王者ラキム・チャキエフと対戦し、5回1分44秒KO勝ちを収め再起に成功、王座返り咲きに成功した。
2016年2月27日、ハレのゲリー・ウェバー・シュタディオンで元WBO世界クルーザー級王者マルコ・フックと対戦し、アフォラビが10回終了時に棄権した為TKO負けを喫し初防衛に失敗、王座から陥落した。
2016年3月15日、アフォラビは36歳の誕生日を機に引退することを表明した。

## 獲得タイトル
- NABO北米クルーザー級王座
- WBO世界クルーザー級暫定王座（防衛0度）
- WBOインターコンチネンタルクルーザー級王座
- WBO世界クルーザー級暫定王座（防衛1度）
- IBO世界クルーザー級王座